# Liberty City (Texas)
Pour les articles homonymes, voir Liberty City.
Liberty City est une census-designated place située dans le comté de Gregg, dans l’État du Texas, aux États-Unis. Sa population s’élevait à 2 721 habitants lors du recensement de 2020.